# Coolamon Shire Council
Coolamon Shire Council is een Local Government Area (LGA) in de Australische deelstaat New South Wales. Coolamon Shire Council telt 4.127 inwoners. De hoofdplaats is Coolamon.